# Uwe Timm
Uwe Timm (Amburgo, 30 marzo 1940) è uno scrittore tedesco. I suoi lavori hanno ricevuto numerosi premi e riconoscimenti, i più recenti dei quali sono il premio Napoli e il premio Mondello. Oltre che di romanzi, è autore di sceneggiature anche radiofoniche e libri per bambini.

## Opere
- Widersprüche, Poesie (1971)
- Heißer Sommer (1974)
- Wolfenbüttlerstr. 57, Poesie (1977)
- Morenga (1978)
- Kerbels Flucht (1980)
- Die deutschen Kolonien, Raccolta di fotografie (1981)
- Die Zugmaus, Libro per bambini (1981)
- Die Piratenamsel, Libro per bambini (1983)
- Der Mann auf dem Hochrad, Libro per bambini (1984)
- Der Schlangenbaum (1986)
- Rennschwein Rudi Rüssel, Libro per bambini (1989)
- Vogel, friss die Feige nicht (1989)
- Der Kopfjäger (1991)
- Die Piratenamsel, Libro per bambini (1991)
- Erzählen und kein Ende, Discorsi(1993)
- Die Entdeckung der Currywurst (1993)
- Der Schatz auf Pagensand (1995)
- Johannisnacht (1996)
- Nicht morgen, nicht gestern, Racconti brevi (1999)
- Rot (2001)
- Am Beispiel meines Bruders, Come mio fratello (2003)
- Der Freund und der Fremde (2005)
- Halbschatten, Roman über Marga von Etzdorf (2008)
- Von Anfang und Ende. Über die Lesbarkeit der Welt (2009)
- Freitisch. Novelle (2011)
- Ikarien, Un Mondo Migliore (2017)